# Biblioteca Dulwich
La biblioteca Dulwich es una biblioteca que ha funcionado desde el 24 de noviembre de 1897. Se encuentra al sureste de Londres, Inglaterra. La biblioteca es gestionada por Southwark London Borough Council, la autoridad local para el  Municipio de Southwark (Londres).

## Historia
La biblioteca fue inaugurada el 24 de noviembre de 1897, después de que el sitio fuese donado por el Dulwich College. La biblioteca abrió al público en general con un inventario de 10 152 libros.
La planta baja alberga la colección de la biblioteca principal y una zona infantil administrada por la biblioteca. La primera planta alberga la referencia de la biblioteca, una zona de estudio (equipada con ordenadores para acceder a Internet) y un salón de eventos.